# Ampelocalamus yongshanensis
Ampelocalamus yongshanensis är en gräsart som beskrevs av Hsueh f. och De Zhu Li. Ampelocalamus yongshanensis ingår i släktet Ampelocalamus och familjen gräs. Inga underarter finns listade i Catalogue of Life.